# PT-658
Le PT-658  est une vedette-torpilleur de type PT boat de 24 m  (PT = Patrol Torpedo) construit par Higgins Industries (en) de La Nouvelle-Orléans (Louisiane) en 1945 pour l'United States Navy. Le PT-658 est un excellent exemple du développement des torpilleurs à moteur de l'US Navy pendant la Seconde Guerre mondiale.
Le PT-658 faisait partie du dernier groupe de quatre bateaux livrés dans le cadre du contrat de 36 bateaux (PT-625 à PT-660), en octobre 1944. Livré et accepté le 31 juillet 1945, il a été équipé de tous les armements les plus récents et des modifications de conception résultant des leçons tirées des contrats précédents et de l'expérience du champ de bataille. De cette manière, le PT-658 est une vitrine de la forme finale que les torpilleurs à moteur prendraient à la fin de la Seconde Guerre mondiale. Le PT-658 a été inscrit au registre national des lieux historiques le 4 septembre 2012,. Sur trois bateaux PT inscrits au registre national, il est l'un des 2 maintenus en état de fonctionnement avec le PT-305 du National WWII Museum de La Nouvelle-Orléans.

## Historique
Le PT-658 faisait partie d'un groupe affectés au Motor Torpedo Boat Squadron 45 en avril 1945, pour être transféré en URSS dans le cadre d'un prêt-bail. Au moment de son achèvement le 30 juillet 1945, ce transfert avait été annulé. Le PT-658 a été transporté à Bremerton (État de Washington) sur le pont du Landing Ship Tank LST-375 depuis La Nouvelle-Orléans avec les PT-657, PT-659 et PT-660, arrivant le 25 septembre 1945. Le PT-658 était alors stationné à Port Hueneme (Californie], où le 27 août 1946, il a été reclassé en tant que "small Boat", immatriculé C105343 et a servi de patrouilleur de missiles. Le 3 décembre 1948, il a été reclassé comme Équipement Flottant.
Le PT-658 a ensuite été transféré à la Naval Air Station Point Mugu, reclassé RCT-13, et utilisé pour patrouiller dans la zone d'essai de missiles de Point Mugu pour les embarcations s'égarant dans la zone d'atterrissage des missiles et pour le remorquage de cibles. Toujours pendant cette période, le PT-658 a servi deux fois par semaine comme moyen de transport à grande vitesse, transportant des hommes et des fournitures à l'United States Air Force D.E.W. Station radar sur l'île Santa Rosa, au large de Los Angeles dans le groupe des Channel Islands. La survie de PT-658 a été attribuée à son achèvement à la fin de la guerre et au fait qu'il n'a jamais été envoyée à l'étranger.
Le 30 juin 1958, le PT-658 a été vendu à un particulier dans la région d'Oakland et d'Alameda, en Californie, et renommé Porpoise. Le propriétaire privé a très peu modifié sa structure pendant la période où il l'a possédée. En 1993, il a été donné par la succession du défunt propriétaire aux vétérans de Save the PT Boat, Inc. de Portland en Oregon. Le PT-658 a été transporté d'Alameda à Portland en mai 1994 par la 144e Unité de Transport de la Washington Army National Guard (en) sur le pont du navire de soutien logistique de l'armée américaine USAV General Brehon B. Somervell (LSV-3) (en).

## Restauration
Un groupe dévoué de vétérans du PT-boat a formé l'organisation Save the PT Boat, Inc., un organisme sans but lucratif 501(c)(3). Le groupe a restauré le PT-658 dans sa configuration d'origine de 1945 entre 1995 et 2005. Le PT-658 est maintenant entièrement fonctionnel et à flot, l'un des deux seuls bateaux PT de la marine américaine restaurés qui sont opérationnels aujourd'hui. Le second, le PT-305, a bénéficié de quelques pièces restantes collectées par l'équipe de restauration du PT-658.
La restauration du PT-658 comprend (des répliques non fonctionnelles de) un armement complet de quatre torpilles Mark 13, deux mitrailleuses Browning M2 de calibre .50, un canon Bofors 40 mm, deux canon de 20 mm Oerlikon, deux Mark 50 Spin à huit cellules Des lance-roquettes stabilisés de 5 pouces, deux charges de profondeur TNT Mark 6 de 300 lb (140 kg) et un mortier M2 de 60 m. Il dispose de trois moteurs à essence Packard 5M-2500 V12 de 1 850 cv (1 380 kW) en état de marche.

## PT-658 Heritage Museum
Le PT-658 Heritage Museum est situé à Portland, dans l'Oregon, dans le Swan Island Industrial Park (en). Il est amarré au quai 307 du chantier naval de Vigor Industrial (en) depuis octobre 2013.Il est ouvert au public tous les lundis, jeudis et samedis de 9h à 16h pour les visiteurs.
Il a été déplacé dans le nouveau hangar à bateaux et le groupe continue de collecter des fonds pour des projets en cours tels que le remplacement du pont, la réparation de la salle à cartes et le remplacement du fond. Des fonds sont également collectés pour les dernières améliorations du hangar à bateaux et pour la construction d'un centre du patrimoine et de l'éducation PT-658. En mai 2010, le remplacement du pont a été achevé à temps pour divers festivals et spectacles d'été.
Lors de son lancement initial en 1945, le PT-658 portait un schéma de camouflage (en particulier, Camouflage Measure 31, Design 20L) et cela a été restauré au début de 2011. En juillet 2011, deux supports de lance-roquettes à huit cellules Mark 50 ont été ajoutés à la proue bâbord et tribord. En mai 2012, un mât radar SOA original (obtenu en prêt de PT Boats Inc. de Germantown) a été installé avec un dôme radar, un générateur de signaux et un guide d'ondes de taille appropriée. Simultanément, le support de canon Bofors de 40 mm a été amélioré avec l'ajout d'un support de clip de munition/main courante du chargeur à l'arrière du support, ainsi que des sièges réglables et d'authentiques viseurs aériens de type araignée. D'autres ajouts d'équipement ajoutés par l'équipage en 2014 comprennent d'authentiques antennes dipôles IFF sur la salle des cartes et le mât radar, et un mortier américain M2 de 60 mm sur le côté tribord de la proue.

## Galerie

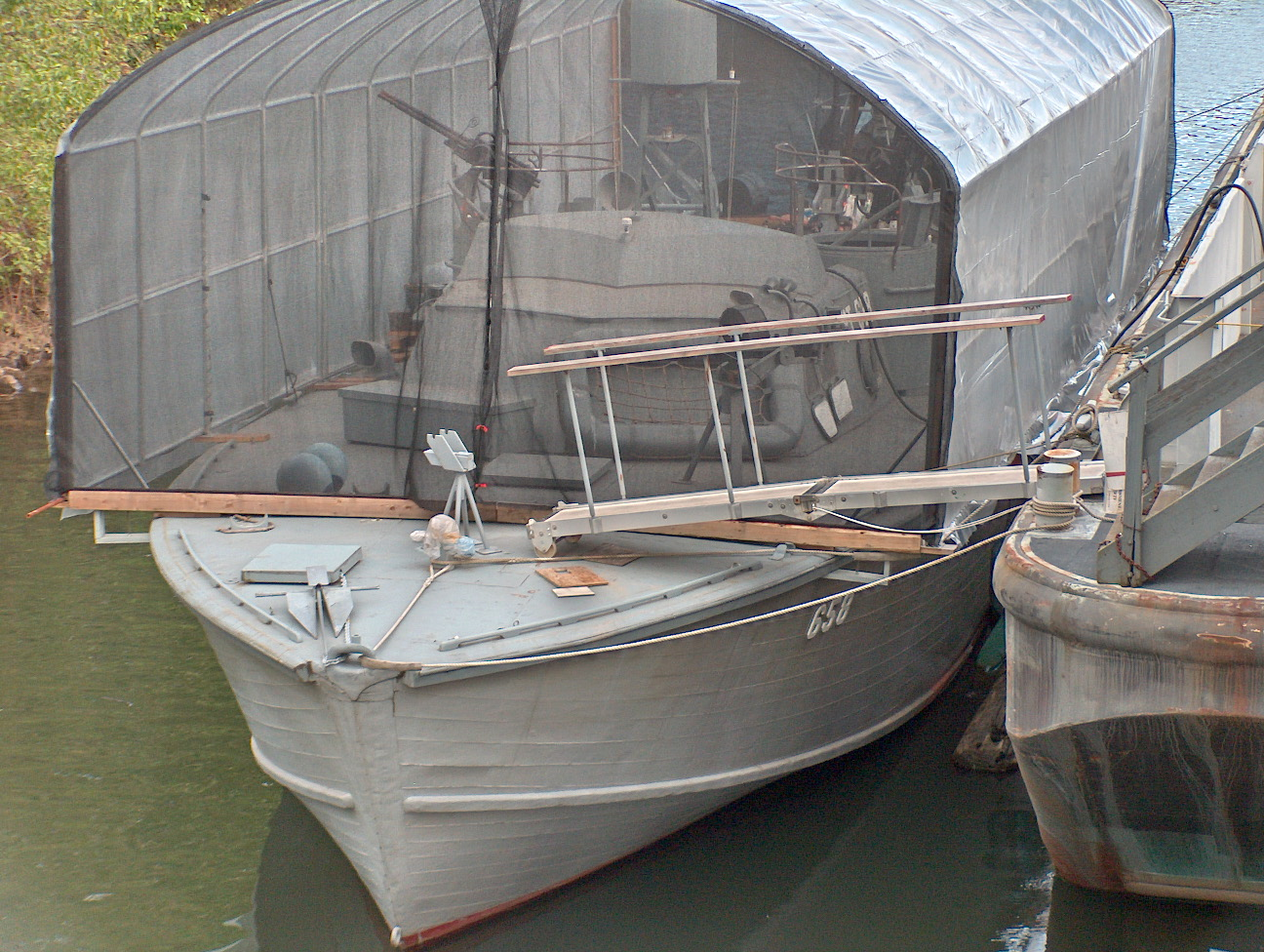
PT-658 à Portland, Oregon, en 2007
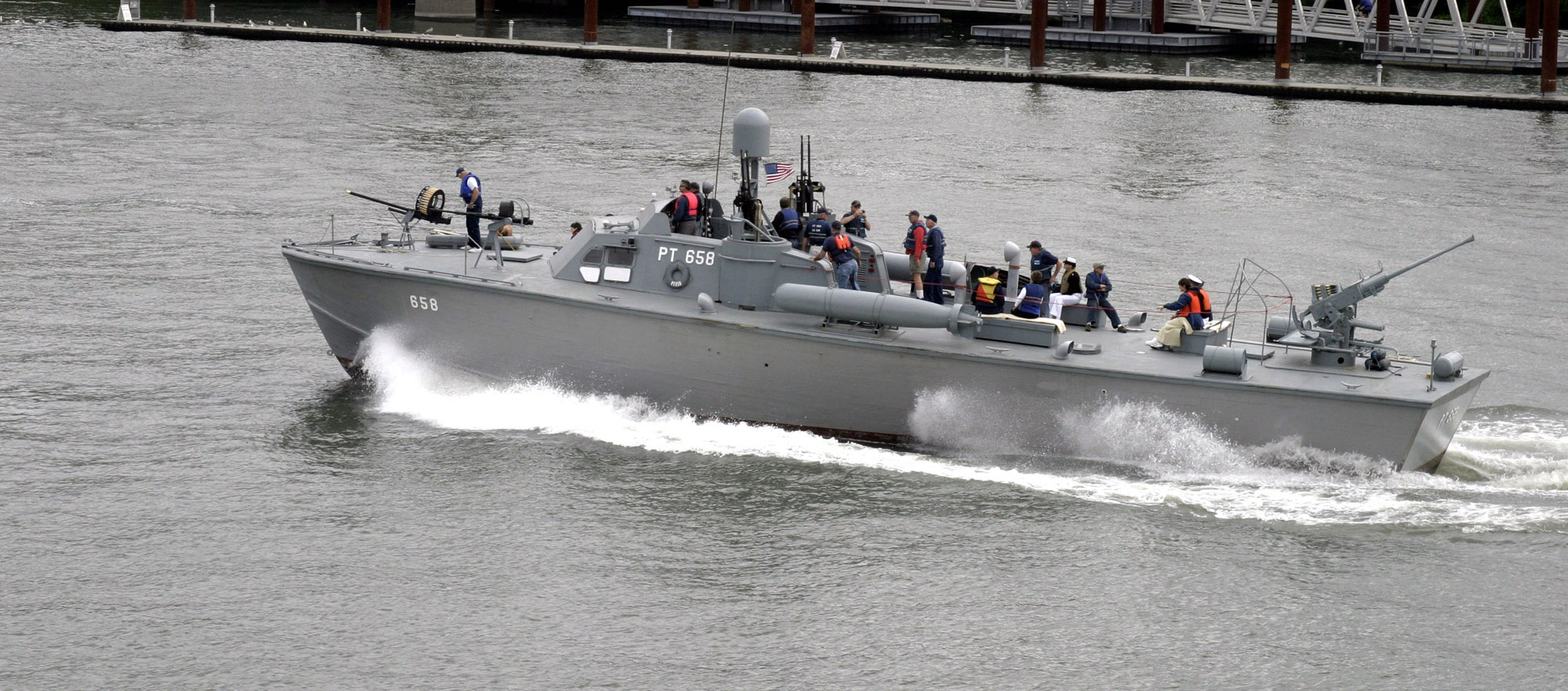
PT-658 en 2006, avec camouflage WWII
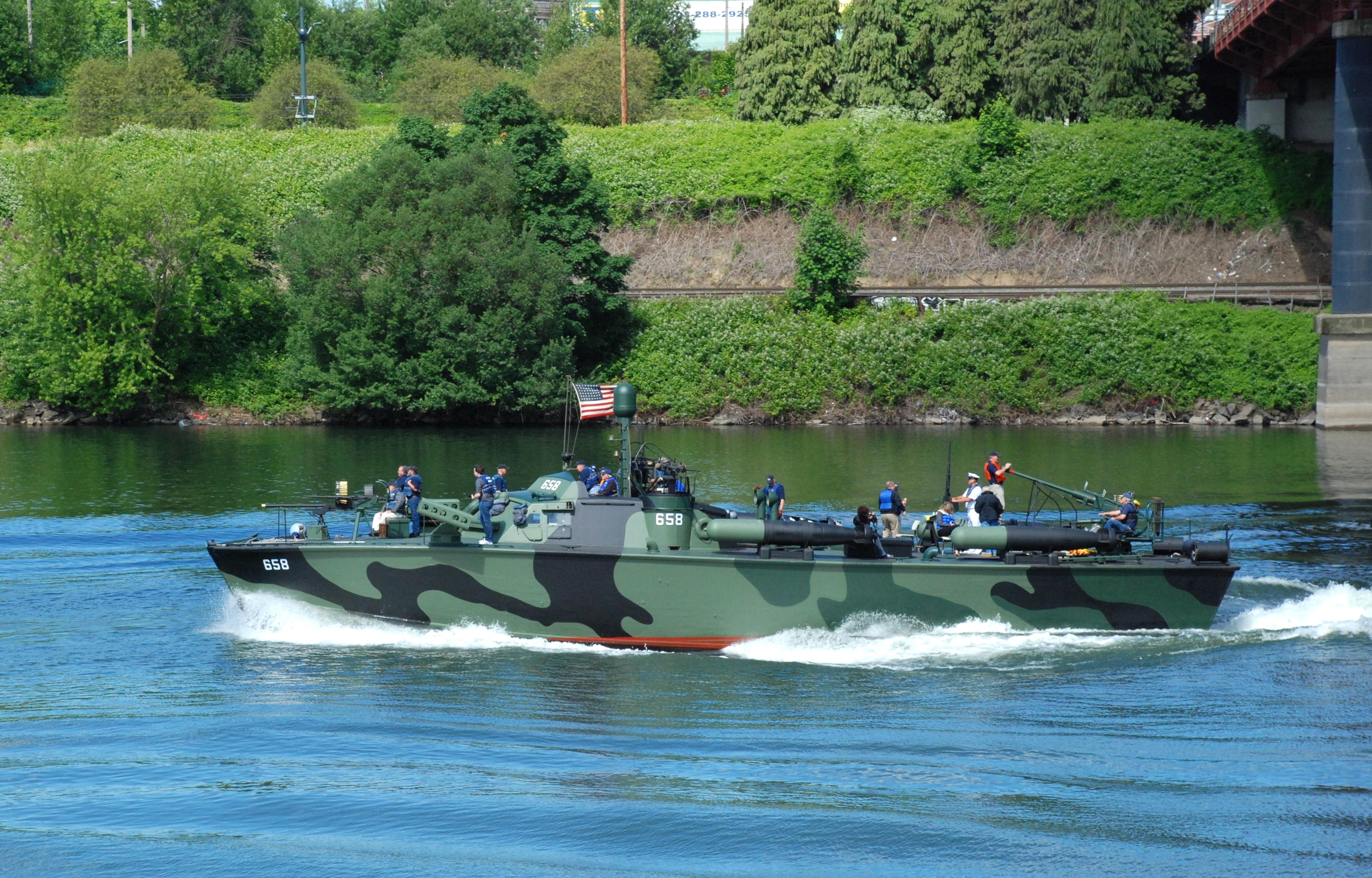
En 2011, PT-658 restauré avec camouflage